# Ratiti

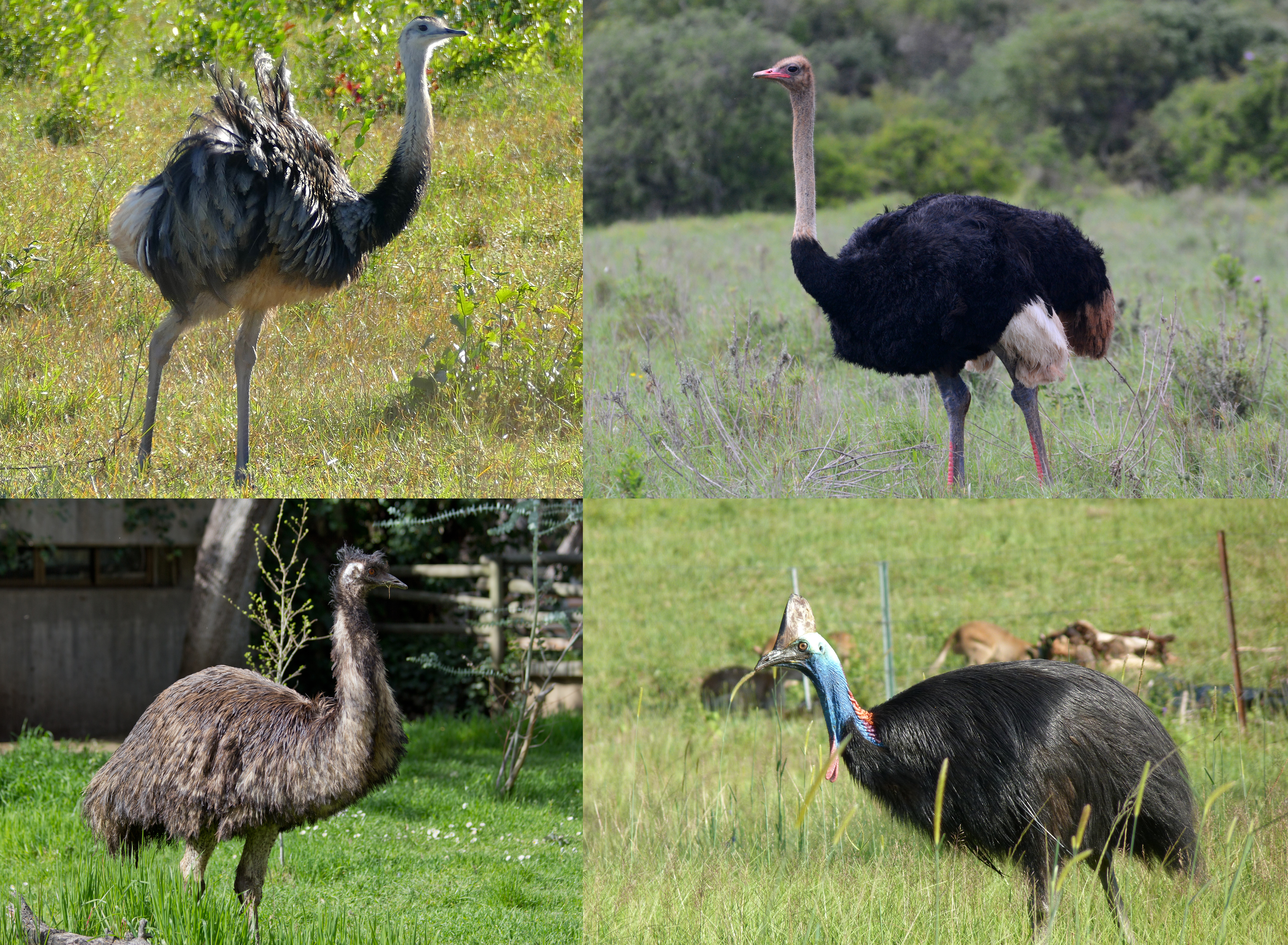
I componenti più famosi del gruppo dei ratiti. In senso orario: nandù comune (Rhea americana), struzzo comune (Struthio camelus), casuario australiano (Casuarius casuarius) ed emù (Dromaius novaehollandiae)

I Ratiti sono un raggruppamento non naturale, ossia non monofiletico di uccelli che comprende i Paleognati che non volano. Il termine "ratiti" viene dal latino "ratis" che significa "zattera" poiché questi uccelli hanno lo sterno piatto invece che carenato.
La loro distribuzione è australe di origine gondwaniana.
Tranne il kiwi sono tutti di taglia grande.
Sono onnivori.  Hanno prole precoce e le femmine covano nella stessa buca a turno; la cova è effettuata anche dal maschio.
- Struzioniformi (struzzi), Africa
- Reiformi (nandù), Sud America
- Casuariformi (emù e casuari), Australia e Nuova Guinea
- Apterigiformi (atterigio o kiwi), Nuova Zelanda
- Dinornitiformi† (moa), Nuova Zelanda
- Epiornitiformi† (uccelli elefante), Madagascar